# شورشتت
شورشتت (به آلمانی: Schorstedt) یک منطقهٔ مسکونی در آلمان است که در بیسمارک (آلتمارک) واقع شده‌است. شورشتت ۲۹۷ نفر جمعیت دارد.